# 배길도
배길도(裵吉道, 1922년 3월 23일~1980년 7월 18일)는 대한민국의 정치인이다. 제6·7대 국회의원을 지냈다.

## 학력
- 조선대학교 법정대학 정치과 졸업

## 경력
- 조선대학교교수
- 국제농림수산교류회지도위원
- 민주공화당전남제15지구당위원장
- 국제농림ㆍ수산교통회지도위원
- 민주공화당중앙상임위원ㆍ정책위원 및 전남도지부부위원장
- 조선대학교동창회장
- APU제2회총회한국대표

## 역대 선거 결과
|  | 9.18% |

|  | 36.19% |

|  | 32.77% |

|  | 52.42% |

## 참고 문헌
- 배길도 - 대한민국헌정회